# Cnephasia
Cnephasia is een geslacht van vlinders van de familie bladrollers (Tortricidae), uit de onderfamilie Tortricinae.

## Soorten
- C. abieticolana (Bruand, 1850)
- C. abrasana (Duponchel, 1843)
- C. adulterinana (Kennel, 1900)
- C. aedilis Meyrick, 1910
- C. albatana Chrétien, 1915
- C. alfacarana Razowski, 1958
- C. alticola Kuznetsov, 1966
- C. alticolana (Herrich-Schäffer, 1851)
- C. amseli (D. Lucas, 1942)
- C. argyrocosma Turner, 1925
- C. asiatica Kuznetsov, 1956
- C. asseclana (Denis & Schiffermüller, 1775) – Fijne spikkelbladroller
- C. bizensis Real, 1953
- C. bleptodora Turner, 1925
- C. bogodiana Turati, 1924
- C. captiva Meyrick, 1911
- C. catarrapha Turner, 1945
- C. catastrepta Meyrick, 1926
- C. cedrota (Meyrick, 1908)
- C. communana (Herrich-Schäffer, 1851) – Erwtentopbladroller
- C. conspersana Douglas, 1846
- C. constantinana Razowski, 1958
- C. contortula Turner, 1926
- C. crotala Meyrick, 1910
- C. cupressivorana (Staudinger, 1871)
- C. chlorocrossa Meyrick, 1926
- C. chrysantheana (Duponchel, 1843)
- C. daedalea Razowski, 1983
- C. designata Meyrick, 1921
- C. diffusana (Walker, 1864)
- C. disforma Razowski, 1983
- C. disparana Kuznetsov, 1962
- C. divisana Razowski, 1959
- C. ecullyana Real, 1951
- C. ergastularis Meyrick, 1911
- C. etnana Razowski & Trematerral, 1999
- C. facetana Kennel, 1901
- C. fastigata (Philpott, 1916)
- C. fernaldana (Walsingham, 1879)
- C. finita Meyrick, 1924
- C. fiorii Razowski, 1958
- C. flavisecta Meyrick, 1918
- C. fractifascia Turner, 1926
- C. fragosana (Zeller, 1847)
- C. fuligana Duponchel, 1842
- C. fulturata Rebel, 1940
- C. galeotis Meyrick, 1920
- C. genitalana Pierce & Metcalfe, 1922 – Vale spikkelbladroller
- C. gnophodryas (Lower, 1902)
- C. graecana Rebel, 1902
- C. grandis (Osthelder, 1938)
- C. gueneana (Duponchel, 1834)
- C. heinemanni Obraztsov, 1956
- C. hellenica Obraztsov, 1956
- C. heringi Razowski, 1958
- C. holorphna Meyrick, 1911
- C. hunzorum Diakonoff, 1971
- C. imitans Diakonoff, 1948
- C. incepta Meyrick, 1912
- C. incertana (Treitschke, 1835) – Spikkelbladroller
- C. incessana (Walker, 1863)
- C. incinerata Meyrick, 1920
- C. jactatana Walker, 1863
- C. jozefi Razowski, 1961
- C. kasyi Razowski, 1971
- C. kenneli Obraztsov, 1956
- C. klimeschi Razowski, 1956
- C. korvaci Razowski, 1965
- C. laetana (Staudinger, 1871)
- C. latomana (Meyrick, 1885)
- C. lenaea Meyrick, 1910
- C. lineata (Walsingham, 1900)
- C. longana (Haworth, 1811) – Topbladroller
- C. macrostoma Meyrick, 1920
- C. margelanensis Razowski, 1958
- C. mediocris Meyrick, 1915
- C. melanophaea Meyrick, 1927
- C. melliflua Meyrick, 1914
- C. mermera Meyrick, 1910
- C. microbathra Meyrick, 1911
- C. microstrigana Razowski, 1958
- C. minima Razowski, 1959
- C. minutula Falkovich, 1962
- C. molybdaspis Meyrick
- C. monochromana (Heinemann, 1863)
- C. nesiotica Razowski, 1983
- C. nigripunctana Amsel, 1959
- C. nigrofasciana (Bruand, 1850)
- C. nowickii Razowski, 1958
- C. nuraghana Amsel, 1952
- C. ochnosema Meyrick, 1936
- C. ochroplaca Turner, 1945
- C. ochroptila Meyrick, 1910
- C. olearis Meyrick, 1912
- C. opsarias Meyrick, 1911
- C. orientana (Alpheraky, 1876)
- C. orthias Meyrick, 1910
- C. osthelderi Obraztsov, 1950
- C. oxyacanthana (Herrich-Schäffer, 1851)
- C. pachydesma Meyrick, 1918
- C. pallida Turner, 1945
- C. parnassicola Razowski, 1958
- C. pasiuana (Hübner, 1799) – Moerasspikkelbladroller
- C. paterna Philpott, 1926
- C. personatana Kennel, 1900
- C. petrias (Meyrick, 1901)
- C. phalarocosma Meyrick, 1937
- C. phosphora Meyrick, 1910
- C. pollinoana Trematerra, 1991
- C. pumicana (Zeller, 1847) – Ivoorspikkelbladroller
- C. quentini Karisch, 2008
- C. refluana (Meyrick, 1881)
- C. regifica Razowski, 1971
- C. rutilescens Turner, 1945
- C. sareptana Razowski, 1958
- C. sedana (Constant, 1884) – Slanke spikkelbladroller
- C. semibrunneata (Joannis, 1891)
- C. stachi Razowski, 1958
- C. stephensiana (Doubleday, 1849) – Zomerspikkelbladroller
- C. stereodes Meyrick, 1910
- C. syriella Razowski, 1956
- C. taganista Meyrick, 1920
- C. temulenta Meyrick, 1912
- C. thiopasta Turner, 1915
- C. tianshanica Filipjev, 1934
- C. tigrina (Walsingham, 1891)
- C. tofina Meyrick, 1922
- C. tolli Razowski, 1956
- C. tremewani Razowski, 1961
- C. tribolana Meyrick, 1881
- C. tripolitana Razowski, 1958
- C. tristrami (Walsingham, 1900)
- C. tyrrhaenica Amsel, 1951
- C. ussurica Filipjev, 1962
- C. venusta Razowski, 1971
- C. virginana (Kennel, 1899)
- C. zangheriana Trematerra, 1991
- C. zelleri (Christoph, 1877)
- C. zernyi Razowski, 1959